# Полидаровка
Полидаровка (укр. Полідарівка) — село, входит в Иванковский район Киевской области Украины.
Население по переписи 2001 года составляло 34 человека. Почтовый индекс — 07232. Телефонный код — 4591. Занимает площадь 0,7 км². Код КОАТУУ — 3222084603.

## Местный совет
07232, Київська обл., Іванківський р-н, с. Сидоровичі